# 591861 Sergeyyazev
591964 Jakucs è un asteroide della fascia principale. Scoperto nel 2008, presenta un'orbita caratterizzata da un semiasse maggiore pari a 2,976575 au e da un'eccentricità di 0,180109, inclinata di 8,652922° rispetto all'eclittica.